# PalaMacchia
Il palasport Bruno Macchia, conosciuto in passato come PalAllende (dal nome della strada in cui è collocato), è un palazzetto dello sport situato a poca distanza dallo stadio Armando Picchi, nella zona sportiva di Ardenza a Livorno.
Fu inaugurato nel 1976 e con gli originali 4.200 posti è stato il principale impianto sportivo coperto della città fino al 2004, anno in cui fu aperto il nuovo e molto più ampio PalaLivorno (oggi Modigliani Forum) nella zona commerciale di "Porta a Terra", alla periferia est della città.
L'impianto ha ospitato negli anni settanta e ottanta importanti incontri di pallacanestro nazionali e internazionali come la Coppa Korać, oltre a numerosi ed appassionanti derby di Livorno, ovvero incontri tra le due principali società di basket cittadine la Libertas Livorno e la Pallacanestro Livorno che in quel periodo militavano entrambe nei massimi campionati nazionali. È stato inoltre teatro della storica finale scudetto del 1988-89 tra Enichem Livorno e Philips Milano, conclusasi con la contestata vittoria della squadra milanese a causa di un cestista milanese che giocò con 5 falli (numero di falli in cui un cestista viene espulso in una partita di basket) e di un canestro a fil di sirena, prima convalidato e poi annullato a Livorno che così fu privata della gioia di quello che sarebbe stato il suo primo scudetto.
Da alcuni anni la struttura è stata intitolata a Bruno Macchia, personalità di spicco della pallacanestro a Livorno.
Al suo interno è presente un bar ed all'esterno dispone di un ampio parcheggio. Si può raggiungere dalla Variante Aurelia uscendo a "Livorno sud" e seguendo le indicazioni per lo stadio, oppure dalla stazione di Livorno Centrale con le linee 2+ e 9 (direzione Ardenza) di autobus urbano.
Attualmente il palasport per il quale il comune di Livorno ha previsto un'opera di restyling ha una capienza intorno ai 2500 spettatori e ospita le partite della Women Basketball Livorno, della Libertas Liburnia Livorno, del Don Bosco Livorno, della Pielle Livorno e della Polisportiva Libertas Livorno, talvolta viene anche utilizzato per incontri di boxe ed arti marziali.